# William Harrison Ainsworth
William Harrison Ainsworth (Mánchester, Inglaterra, 4 de febrero de 1805-Reigate, Inglaterra, 3 de enero de 1882) fue un novelista inglés.

## Biografía
Hijo de abogado, su padre trata de que siga la misma carrera, pero ésta no le atrae y viaja a Londres en 1824 para completar sus estudios con la ayuda de su conocido John Ebers, editor y en aquel momento director de la Opera House, que lo introduce en los círculos literarios y dramáticos, y con cuya hija se casó. Amigo de Charles Dickens, durante tres años fue editor de la revista literaria Bentley's Miscellany, sustituyéndole a Dickens en el cargo.
Tras alcanzar su primer éxito como escritor romántico con Rookwood en 1834, en el que Dick Turpin es el personaje principal, continúa escribiendo novelas hasta 1881, con un total de 39. Tower of London (La Torre de Londres) fue su cuarta obra, y el propio Ainsworth dice que la escribió principalmente para interesar a sus compatriotas en las hechos históricos de la Torre. Fallece en Reigate Inglaterra, el 3 de enero de 1882.

## Obras

### Novelas
- Rookwood (1834)
- Sir John Chiverton (1834)
- Admirable Crichton (1837)
- Edición electrónica libre de Jack Sheppard en el Proyecto Gutenberg (1839)
- La Torre de Londres (The Tower of London) (1840)
- Guy Fawkes: Or, the Gunpowder Treason (1841)
- Edición electrónica libre de Old St Paul's en el Proyecto Gutenberg (1841)
- The Miser's Daughter (1842)
- Edición electrónica libre de Windsor Castle en el Proyecto Gutenberg (1843) (también conocida como Herne the Hunter)
- The Fall of Somerset (1844)
- Saint James's: or, The court of Queen Anne (1844)
- Auriol (1845) (también conocido como The Elixir of Life)
- Edición electrónica libre de The Lancashire Witches en el Proyecto Gutenberg (1849)
- The Star-Chamber: An historical romance (1853)
- Edición electrónica libre de The Star-Chamber, Vol. 1 en el Proyecto Gutenberg
- Edición electrónica libre de The Star-Chamber, Vol. 1 en el Proyecto Gutenberg
- The Flitch of Bacon: or, The custom of Dunmow (1854)
- The Spendthrift (1857)
- Ovingdean Grange: A Tale of the South Downs (1860)
- The Constable of the Tower (1861)
- Cardinal Pole: or, The days of Philip and Mary (1862)
- The Lord Mayor of London: Or, City Life in the Last Century (1862)
- Old Court (1866)
- Myddleton Pomfret (1867)
- The South-Sea Bubble (1868)
- Hilary St. Ives (1869)
- Talbot Harland: A Tale of the Days of Charles the Second (1870)
- Tower Hill (1871)
- Boscobel: Or the Royal Oak (1872)
- Manchester Rebels of the Fatal '45 (1873)
- Preston Fight (1875)
- The Leaguer of Lathom: A Tale of the Civil War in Lancashire (1876)
- Beau Nash: or, Bath in the eighteenth century (1879)
- Stanley Brereton (1881)

### Cuentos
- La Novia del Espectro (The Spectre Bride) (1821)
- El Elixir de la Vida (The Elixir of Life) (1845)
- The Lancashire Witches (excerpt) (1849)